# Unidad para Chile
Unidad para Chile (UPCh) fue una alianza electoral chilena de izquierda conformada en febrero de 2023 para presentar candidaturas a las elecciones para consejeros constitucionales que se realizaron el 7 de mayo del mismo año.

## Historia
La conformación de dos listas que agrupen a los partidos de la Alianza de Gobierno —más el Partido Demócrata Cristiano— tiene sus inicios en enero de 2023, durante las negociaciones para inscribir los pactos y candidaturas para las elecciones de los integrantes del Consejo Constitucional. El Partido Demócrata Cristiano (PDC) definió el 21 de enero acordar una alianza electoral con los partidos que componen la coalición Socialismo Democrático para presentar candidaturas al Consejo Constitucional. En la misma jornada el Partido Radical (PR) acordó concurrir en una lista junto con el Partido Socialista (PS), el Partido por la Democracia (PPD) y el Partido Liberal (PL); el 22 de enero el PL tomó la misma decisión, sin descartar la posibilidad de realizar una lista única de candidatos junto con los partidos de Apruebo Dignidad.
El PPD definió el 28 de enero presentar sus candidatos en una lista que agrupe al Socialismo Democrático, descartando una lista de unidad de los partidos que forman la Alianza de Gobierno. Por su parte, el PS acordó definir el 31 de enero su postura respecto de las alianzas electorales que formarán con los otros partidos de gobierno. El 2 de febrero el PL revirtió su decisión previa y acordó sumarse a la lista que conformen el PS y Apruebo Dignidad. El 6 de febrero fueron inscritos oficialmente en el Servel los pactos bajo los nombres de Unidad para Chile —que reúne a los partidos de Apruebo Dignidad más el PS y el PL— y Todo por Chile que reúne al PPD, el PR y el PDC.
Finalizando el proceso constituyente en el mes de noviembre, los comisionados expertos y consejeros constitucionales agrupados en la alianza, resolvieron votar «En contra» de la propuesta constitucional que emanó del Consejo Constitucional, el cual estaba compuesto en su mayoría por consejeros y consejeras del Partido Republicano.

## Composición
Los partidos que formaron Unidad para Chile son:
| Partido                              | Presidente/a         |
| ------------------------------------ | -------------------- |
| Revolución Democrática               | Juan Ignacio Latorre |
| Convergencia Social                  | Diego Ibáñez         |
| Comunes                              | Marco Velarde        |
| Federación Regionalista Verde Social | Flavia Torrealba     |
| Acción Humanista                     | Tomás Hirsch         |
| Partido Comunista                    | Guillermo Teillier   |
| Partido Socialista                   | Paulina Vodanovic    |
| Partido Liberal                      | Patricio Morales     |

## Resultados electorales

### Elecciones de consejeros constitucionales
| Elección | Votos     | % de votos       | Escaños |
| -------- | --------- | ---------------- | ------- |
| 2023     | 2 806 330 | \| \| 28.60 % \| | 16/51   |
|          | 28.60 %   |                  |         |